# 德克薩斯州電網
德克薩斯州電網（英語：Texas Interconnection）是美國一個使用交流電的電網。電網的電力調度中心為德克薩斯州電力可靠性委員會（ERCOT），ERCOT控制的電網覆蓋75%的德州，2500萬的用戶，發電量占據德州電網的90%。是美國本土的三大電網之一，其餘為西部聯合電網和東部聯合電網，是三大電網中規模最小的，德克薩斯州的電網由於歷史原因相對獨立，并且不受聯邦能源監管委員會大多數的監管。德州電網有兩條高壓直流輸電連接東部聯合電網的臨近德州的電力調度中心西南電力庫，三條高壓直流輸電連接墨西哥電網。

## 沿革
1935年《聯邦能源法》頒佈，授予聯邦能源監管委員會監管州與州之間的電力交易。同年德州的電力機構決定切斷了與其他州的電力連接，以避免受到聯邦能源監管委員會監管。由於第二次世界大戰，1941年德州數家電力機構組成德州電網的雛形給墨西哥灣沿岸的重工業輸送電力。也由於戰爭的關係，德州電網這段時期有和其他電網暫時連接。1965年，美國東北地區出現大停电，有3000萬人受影響，事後成立北美電力可靠性公司（NERC）。受到影響，1970年德克薩斯州電力可靠性委員會（ERCOT）成立，委員會依照NERC的自有獨立標準運行，以保持電網的穩定性和可靠性。1976年，德州一家電力機構向俄克拉荷馬州輸送電力數小時，事件被稱為「午夜連接」（Midnight Connection），引起一場法律大戰，讓聯邦能源監管委員會有機會控制德州電網，最後德州電網還是保持了原來的獨立性。1981年德州電網將電力管控工作全數交付給ERCOT，ERCOT自此成為電網的電力調度中心。

## 歷史上的大停電
2011年土撥鼠日暴風雪（1月31-2月3日），寒冷天氣下德州出現發電設備和裝置無法運行的情況，當時ERCOT以各地輪流停電形式度過暴風雪，有300萬戶家庭和企業受影響。
2021年德克薩斯州大停電：在2021年2月的冬季風暴，德州出現發電設備和裝置無法運行的情況，ERCOT再度以各地輪流停電形式度過暴風雪，有450萬戶家庭和企業受影響。